# Macy (Indiana)
Macy es un pueblo ubicado en el condado de Miami en el estado estadounidense de Indiana. En el Censo de 2010 tenía una población de 209 habitantes y una densidad poblacional de 602,2 personas por km².

## Geografía
Macy se encuentra ubicado en las coordenadas 40°57′30″N 86°7′46″O / 40.95833, -86.12944. Según la Oficina del Censo de los Estados Unidos, Macy tiene una superficie total de 0.35 km², de la cual 0.35 km² corresponden a tierra firme y (0%) 0 km² es agua.

## Demografía
Según el censo de 2010, había 209 personas residiendo en Macy. La densidad de población era de 602,2 hab./km². De los 209 habitantes, Macy estaba compuesto por el 98.09% blancos, el 0.48% eran afroamericanos, el 0.48% eran amerindios, el 0% eran asiáticos, el 0% eran isleños del Pacífico, el 0% eran de otras razas y el 0.96% pertenecían a dos o más razas. Del total de la población el 0% eran hispanos o latinos de cualquier raza.